# 昭披耶·阿派普貝
昭披耶·阿派普貝 (本)（？—1811年），又名召華賓，柬埔寨大臣，後來成為暹羅將軍。越南史料稱其為昭錘卞。
本是一位高棉貴族，爵位為屋牙·裕瑪拉（ឧកញ៉ាយោមរាជ）。1782年，他與屋牙·甲叻洪 (蘇)（ឧកញ៉ាក្រឡាហោម (សួស)）一起殺死了親越南的塔拉哈 (穆)。不久，本與原來的盟友蘇發生衝突，本暗殺了蘇。得知蘇被殺後，占族叛軍襲擊金邊，迫使本與國王安英、屋牙·甲叻洪 (波)逃往馬德望，隨後到達暹羅。拉瑪一世將安英扣留並送往曼谷。在國王不在期間，本擔任攝政，並為暹羅服務。暹羅授予他昭披耶·阿派普貝的爵位。
1785年，拉瑪一世派暹羅軍隊進攻嘉定，本招募了5000名柬埔寨士兵支持暹羅軍隊。
安英於1794年獲准回到烏棟。然而柬埔寨朝廷分裂為兩個派系，一派支持安英，一派支持本。為了防止柬埔寨陷入混亂，拉瑪一世命令本離開烏棟，並將馬德望和暹粒從柬埔寨中分離出來。本被任命為這兩個省的總督，以暹羅為宗主。
本也是阿派旺家族的祖先。